# Центр (позиция в американском футболе)

Пример расстановки игроков в нападении. Центр (С) — выделен цветом.

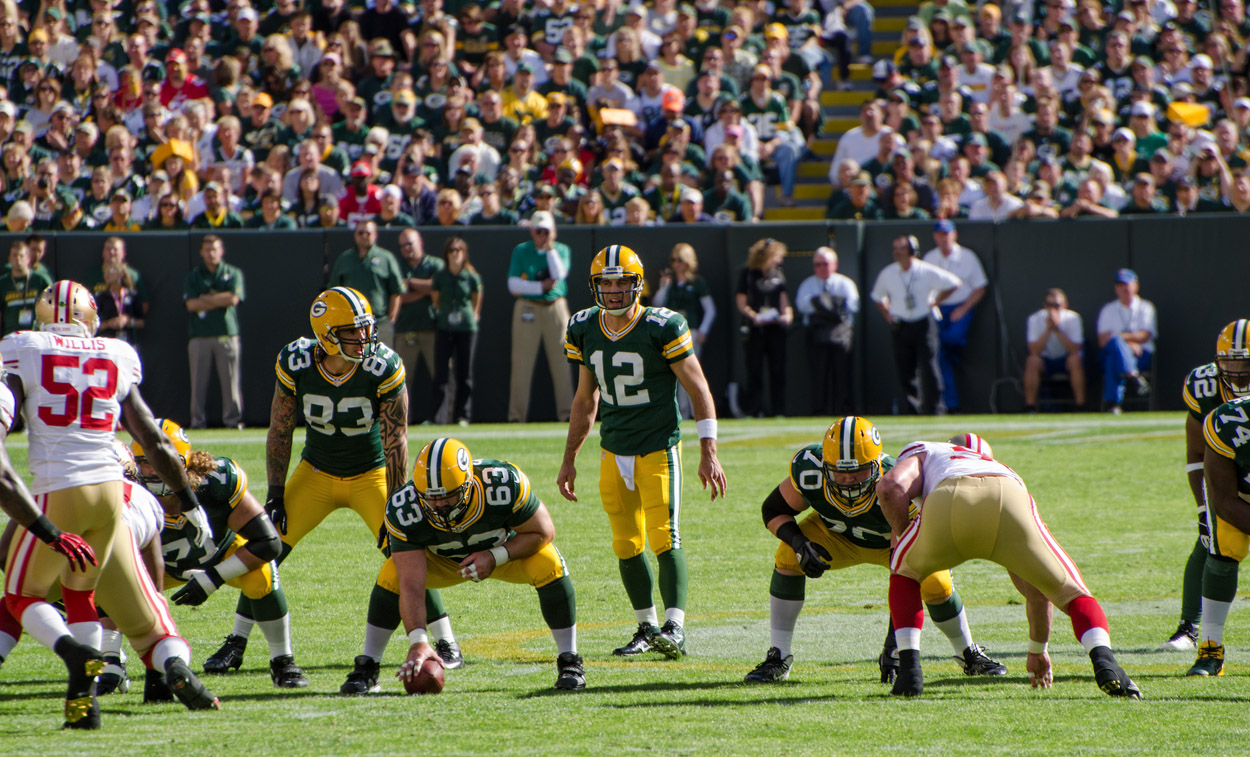
Центр (№63) с мячом перед началом розыгрыша.

Центр (англ. Center) (C) — позиция игрока в американском и канадском футболе. Центром называется игрок, находящийся посередине линии нападения. Основная задача центра — передача мяча квотербеку в начале каждого розыгрыша (т. н. «снэп»).
В последние годы роль центра в игре команды значительно возросла: это связано с тем, что вновь стала активно использоваться расстановка защиты по схеме «3-4». Как заявил генеральный менеджер команды «Балтимор Рэйвенс» Оззи Ньюсом, «вам нужен кто-то, кто сможет противостоять ноуз тэклу. В противном случае вы можете провалиться где угодно. Ваш вынос не будет эффективным, а при каждом розыгрыше кто-то обязательно будет доставать вашего квотербека».

## Функции
Первая и главная задача центра — правильно передавать мяч квотербеку, то есть делать снэпы. Большинство схем нападения могут изменяться перед самым розыгрышем: изменения вносятся в зависимости от того, как именно игроки защиты расположены по отношению к линии нападения (и какое выдерживается расстояние между линиями и между игроками внутри линий). Так как именно у центра идеальный обзор защитных построений соперника, обычно он руководит расстановкой лайнменов нападения. В некоторых случаях центр дает указания всем игрокам нападения. Наиболее яркий пример последнего — команда «Индианаполис Колтс» в ранних двухтысячных: центр Джефф Сэтэдэй имел те же полномочия по руководству нападением, что и квотербек Пейтон Мэннинг. По этой причине именно центр обычно является наиболее сообразительным игроком во всей линии нападения — и успех лайнменов во многом зависит от смышлености центра.

### Блок при выносе
Функции центра при блоке обычно определяются схемой розыгрыша и расстановкой защиты. Обычно эти функции заключаются в следующем:
- Блокирование одного из лайнбекеров защиты; в том случае, если лайнбекеры защиты не пытаются прорваться за линию схватки, центр проходит вперед, прокладывая дорогу игроку с мячом и блокируя встречающихся соперников.
- Помощь оффенсив гардам. Центр и гард могут осуществлять сдвоенный блок, блокируя одновременно одного и того же игрока (обычно — дефенсив тэкла) для того, чтобы линия защиты в этом месте сдвинулась назад.
- Закрытие брешей линии нападения. В некоторых розыгрышах лайнмены нападения выходят из линии для того, чтобы прокладывать дорогу игроку с мячом. Иногда в таких случаях в образовавшуюся брешь встает центр и блокирует дефенсив тэкла.

### Блок при пасе
Функции центра при пасовой игре мало отличаются от функций при выносной. Центр помогает гардам; в случае блица он берет на себя блокировку одного из прорывающихся к квотербеку лайнбекеров защиты и внимательно следит за действиями остальных игроков защищающейся команды.

## Во время розыгрыша
В большинстве розыгрышей центр передает мяч прямо в руки квотербеку. При расстановке игроков «шотган», центр отбрасывает мяч квотербеку, который стоит прямо за ним на расстоянии нескольких ярдов. При пробитии панта или филд гола центр также откидывает мяч на несколько ярдов назад — пантеру или холдеру соответственно. Так как при игре спецкоманд дистанция, на которую приходится откидывать мяч, значительно больше дистанции снэпа при шотгане, и снэпперу требуется исключительная точность, в некоторых командах есть специальный игрок, который выполняет роль центра в игре спецкоманд — его называют лонг снэппером.
Центр не обязан в начале розыгрыша передавать мяч квотербеку, пантеру или холдеру — он может сделать передачу любому игроку, находящемуся за линией схватки. Именно поэтому некоторые розыгрыши начинаются с передачи мяча напрямую, например, раннинбеку: таким образом нападение пытается обмануть защиту, ждущую передачи квотербеку.
Игрок, принимающий мяч от центра называется «под центром» англ. under center. Обычно «под центром» оказывается квотербек, но это может относиться к любому из четверки игроков нападения, которые имею право принимать мяч.

## Возможные нарушения
Несмотря на то, что началом розыгрыша командует квотербек, именно центр вводит мяч в игру; игроки защиты не имеют права пересекать линию схватки до того момента, пока центр не передаст мяч назад. Опытный центр может провоцировать нарушения правил игроками соперника, осуществляя снэп в момент, когда защита меняет игроков и на поле находится больше 11 игроков команды-соперника.
По правилам университетского футбола центр, как и лонг-снэппер, не могут быть атакованы в течение секунды после того, как они передадут мяч. Сам снэп должен осуществляться непрерывно: если центр остановится во время передачи мяча, то это будет сочтено нарушением.